# Calamaria ingeri
Calamaria ingeri är en ormart som beskrevs av Grismer, Kaiser och Yaakob 2004. Calamaria ingeri ingår i släktet Calamaria och familjen snokar. IUCN kategoriserar arten globalt som akut hotad. Inga underarter finns listade.
Arten förekommer endemisk på ön Pulau Tioman öster om södra Malackahalvön. Honor lägger ägg.